# 2018-as labdarúgó-világbajnokság-selejtező (CONCACAF – 1. forduló)
A 2018-as labdarúgó-világbajnokság észak-amerikai selejtezőjének 1. fordulójának mérkőzéseit tartalmazó lapja.

## Lebonyolítás
Az első fordulóban a 14 legalacsonyabban rangsorolt válogatott vett részt. Hat párosítást sorsoltak, a csapatok oda-visszavágós rendszerben mérkőztek meg. A párosítások győztesei jutottak tovább a második fordulóba.

## Sorsolás
A csapatokat két kalapba osztották. Az 1. kalapba a rangsor 22–28. helyezettjei, a 2. kalapba a 29-35. helyezettjei kerültek. A rangsor alapja a 2014 augusztusi FIFA-világranglista volt.
A sorsolást 2015. január 15-én 19:40-től (EST, UTC−5) tartották Miami Beachben, Floridában, az Egyesült Államokban. 7 párosítást sorsoltak.
| 1. kalap | 2. kalap |
| --- | --- |
| 1. Saint Kitts és Nevis (159.) 2. Belize (162.) 3. Montserrat (165.) 4. Dominikai Közösség (168.) 5. Barbados (169.) 6. Bermuda (173.) 7. Nicaragua (175.) | 1. Turks- és Caicos-szigetek (181.) 2. Curaçao (182.) 3. Amerikai Virgin-szigetek (191.) 4. Bahama-szigetek (193.) 5. Kajmán-szigetek (197.) 6. Brit Virgin-szigetek (201.) 7. Anguilla (207.) |

## Párosítások
| 1. csapat            | Össz.Tooltip Aggregate score | 2. csapat                 | 1. mérk. | 2. mérk. |
| -------------------- | ---------------------------- | ------------------------- | -------- | -------- |
| Bahama-szigetek      | 0–8                          | Bermuda                   | 0–5      | 0–3      |
| Brit Virgin-szigetek | 2–3                          | Dominikai Közösség        | 2–3      | 0–0      |
| Barbados             | 4–1                          | Amerikai Virgin-szigetek  | 0–1      | 4–0      |
| Saint Kitts és Nevis | 12–4                         | Turks- és Caicos-szigetek | 6–2      | 6–2      |
| Nicaragua            | 8–0                          | Anguilla                  | 5–0      | 3–0      |
| Belize               | 1–1 (i.g.)                   | Kajmán-szigetek           | 0–0      | 1–1      |
| Curaçao              | 4–3                          | Montserrat                | 2–1      | 2–2      |

1. ↑  A sorsoláshoz képest a pályaválasztói jogot felcserélték.

## Mérkőzések
Az első mérkőzéseket 2015. március 22. és 27. között, a visszavágókat március 26. és 31. között játszották. A kezdési időpontok helyi idő szerint értendők.
| 2015. március 25. 19:30 (UTC−4) |

| Bahama-szigetek | 0–5               | Bermuda                                                   |
| --------------- | ----------------- | --------------------------------------------------------- |
|                 | (0–3) Jegyzőkönyv | Leverock 4' Wells 14' (11-esből) Lewis 29' Donawa 57' 70' |

| Thomas Robinson Stadium, Nassau Nézőszám: 3500 Játékvezető: Armando Villarreal (amerikai) |

| 2015. március 29. 15:00 (UTC−3) |

| Bermuda                   | 3–0               | Bahama-szigetek |
| ------------------------- | ----------------- | --------------- |
| Wells 79' 87' Burgess 81' | (0–0) Jegyzőkönyv |                 |

| Bermuda National Stadium, Devonshire Nézőszám: 4370 Játékvezető: Ricardo Montero (costa rica-i) |

- Bermuda 8–0-s összesítéssel jutott tovább a második fordulóba.

| 2015. március 26. 19:00 (UTC−4) |

| Brit Virgin-szigetek    | 2–3               | Dominikai Közösség                       |
| ----------------------- | ----------------- | ---------------------------------------- |
| E. Moss 42' Johnson 52' | (1–1) Jegyzőkönyv | Elizee 45+1' Mit. Joseph 65' Peltier 80' |

| Windsor Park, Roseau (Dominika) Nézőszám: 1169 Játékvezető: Karl Tyrell (jamaicai) |

| 2015. március 29. 17:00 (UTC−4) |

| Dominikai Közösség | 0–0         | Brit Virgin-szigetek |
| ------------------ | ----------- | -------------------- |
|                    | Jegyzőkönyv |                      |

| Windsor Park, Roseau Nézőszám: 2661 Játékvezető: Fernando Guerrero (mexikói) |

- A Dominikai Közösség 3–2-es összesítéssel jutott tovább a második fordulóba.

| 2015. március 22. 19:00 (UTC−4) |

| Barbados | 0–1               | Amerikai Virgin-szigetek |
| -------- | ----------------- | ------------------------ |
|          | (0–1) Jegyzőkönyv | Browne 16'               |

| Barbados National Stadium, Bridgetown Nézőszám: 0 Játékvezető: Kimbell Ward (Saint Kitts és Nevis-i) |

| 2015. március 26. 15:30 (UTC−4) |

| Amerikai Virgin-szigetek | 0–4               | Barbados                                                  |
| ------------------------ | ----------------- | --------------------------------------------------------- |
|                          | (0–2) Jegyzőkönyv | Sargeant 4' Jam. Chandler 25' Harte 76' Jab. Chandler 90' |

| Addelita Cancryn Junior High School Ground, Charlotte Amalie Nézőszám: 410 Játékvezető: Kevin Morrison (jamaicai) |

- Barbados 4–1-es összesítéssel jutott tovább a második fordulóba.

| 2015. március 23. 20:00 (UTC−4) |

| Saint Kitts és Nevis                                                    | 6–2               | Turks- és Caicos-szigetek        |
| ----------------------------------------------------------------------- | ----------------- | -------------------------------- |
| Harris 18' T. Leader 43' O. Mitchum 45+3' 90' Hanley 68' O'Loughlin 86' | (3–1) Jegyzőkönyv | Forbes 22' T. Leader 74' (öngól) |

| Warner Park, Basseterre Nézőszám: 2000 Játékvezető: Sherwin Moore (guyanai) |

| 2015. március 26. 19:00 (UTC−4) |

| Turks- és Caicos-szigetek            | 2–6               | Saint Kitts és Nevis                                           |
| ------------------------------------ | ----------------- | -------------------------------------------------------------- |
| Calixte 5' (11-esből) 14' (11-esből) | (2–3) Jegyzőkönyv | J. Leader 7' 29' Panayiotou 33' (11-esből) 55' 60' Robbins 73' |

| TCIFA National Academy, Providenciales Nézőszám: 420 Játékvezető: Elmer Bonilla (salvadori) |

- Saint Kitts és Nevis 12–4-es összesítéssel jutott tovább a második fordulóba.

| 2015. március 23. 18:00 (UTC−6) |

| Nicaragua                                       | 5–0               | Anguilla |
| ----------------------------------------------- | ----------------- | -------- |
| Galeano 12' Copete 25' 39' Barrera 37' Lazo 63' | (4–0) Jegyzőkönyv |          |

| Dennis Martínez National Stadion, Managua Nézőszám: 4214 Játékvezető: Jafeth Perea (panamai) |

| 2015. március 29. 17:00 (UTC−4) |

| Anguilla | 0–3               | Nicaragua                     |
| -------- | ----------------- | ----------------------------- |
|          | (0–2) Jegyzőkönyv | Leguías 22' 67' Barrera 45+1' |

| Ronald Webster Park, The Valley Nézőszám: 1200 Játékvezető: Oscar Moncada (hondurasi) |

- Nicaragua 8–0-s összesítéssel jutott tovább a második fordulóba.

| 2015. március 25. 20:00 (UTC−6) |

| Belize | 0–0         | Kajmán-szigetek |
| ------ | ----------- | --------------- |
|        | Jegyzőkönyv |                 |

| FFB Stadium, Belmopan Nézőszám: 1924 Játékvezető: Oscar Reyna (guatemalai) |

| 2015. március 29. 19:00 (UTC−5) |

| Kajmán-szigetek | 1–1               | Belize     |
| --------------- | ----------------- | ---------- |
| M. Ebanks 5'    | (1–1) Jegyzőkönyv | Kuylen 20' |

| Truman Bodden Sports Complex, George Town Nézőszám: 1800 Játékvezető: Yadel Martínez (kubai) |

- Belize 1–1-es összesítéssel, idegenben szerzett több góllal jutott tovább a második fordulóba.

| 2015. március 27. 20:00 (UTC−4) |

| Curaçao                                | 2–1               | Montserrat |
| -------------------------------------- | ----------------- | ---------- |
| Merencia 8' Zschusschen 39' (11-esből) | (2–1) Jegyzőkönyv | Taylor 24' |

| Ergilio Hato Stadium, Willemstad Nézőszám: 9000 Játékvezető: Óscar Dávila (nicaraguai) |

| 2015. március 31. 19:00 (UTC−4) |

| Montserrat                   | 2–2               | Curaçao                 |
| ---------------------------- | ----------------- | ----------------------- |
| Willer 65' Woods-Garness 83' | (0–1) Jegyzőkönyv | Lachman 41' Vicento 89' |

| Blakes Estate Stadium, St. John's Nézőszám: 500 Játékvezető: Rodphin Harris (trinidad és tobagó-i) |

- Curaçao 4–3-as összesítéssel jutott tovább a második fordulóba.